# Теракт на Октоберфесте
Теракт на Октоберфесте (нем. Oktoberfestattentat) — один из самых крупных террористических актов, совершённых в Германии после окончания Второй мировой войны.
В пятницу 26 сентября 1980 года Мюнхене в 22:19 в урне около общественного туалета у Бавариаринг сдетонировало взрывное устройство. В результате теракта погибло 13 и было ранено 211 посетителей. Террорист, ультраправый экстремист Гундольф Кёлер, тоже погиб во время взрыва. Тем не менее этот террористический акт не привёл к отмене праздника.
По результатам официального расследования считается, что Кёлер действовал в одиночку, но до сих пор существуют сомнения в правильности официальной версии. Утверждается, что Кёлер действовал по заказу военно-спортивной группы Гофмана.